# Radio France
Radio France è l'ente pubblico francese di diffusione radiofonica.

## Storia

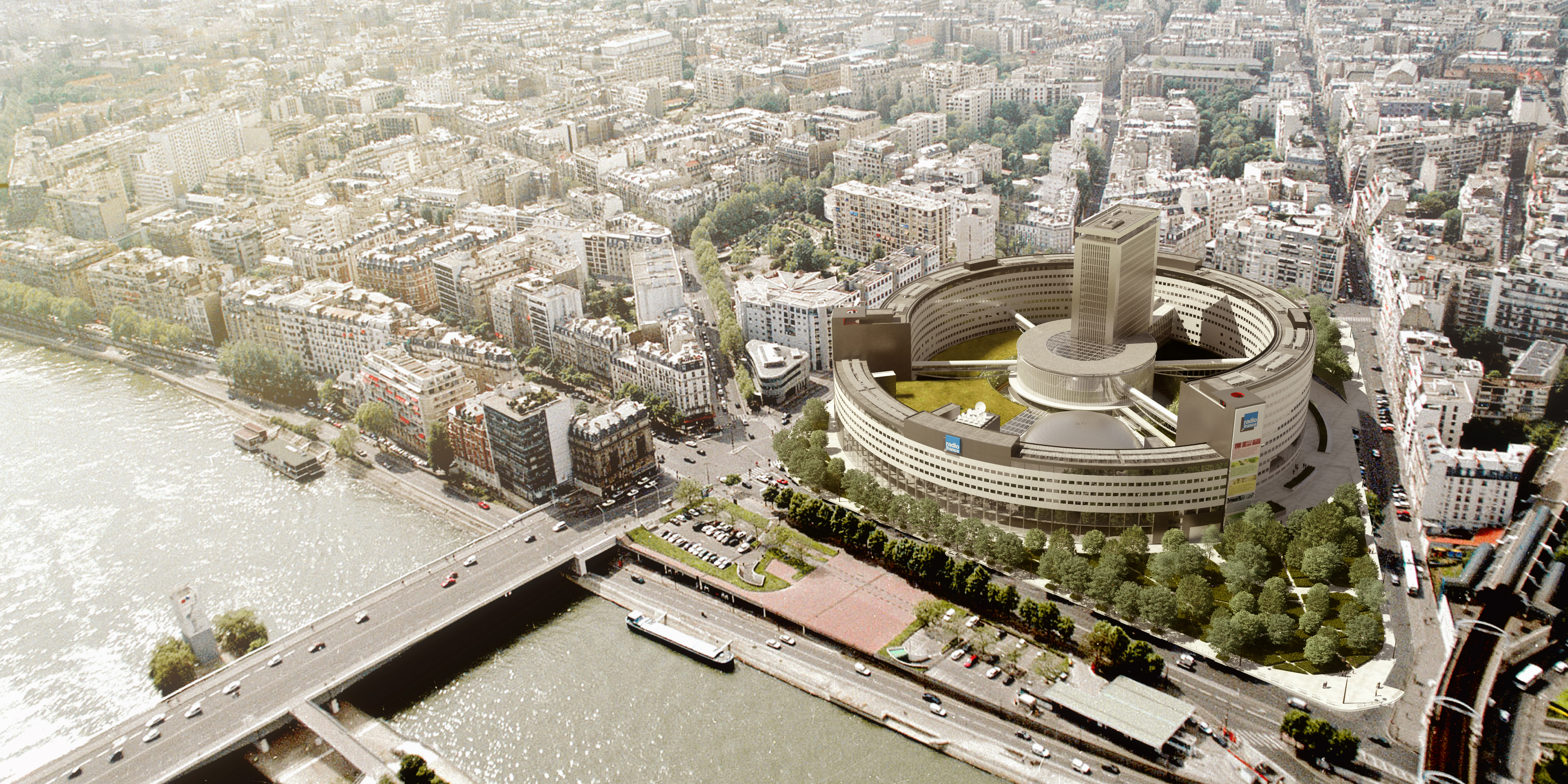
La Maison de la Radio, attuale sede di Radio France (2009)

Radio France è nata il 6 gennaio 1975 dopo lo scioglimento dell'Office de radiodiffusion télévision française (ORTF), quando sono stati creati sette organismi autonomi: Radio France, TF1, Antenne 2, France 3, SFP, TDF e INA. Tuttavia, il monopolio di stato viene mantenuto e ogni azienda è posta sotto la supervisione del Presidente del Consiglio. Questa nuova società è responsabile per la riforma della gestione e sviluppo di canali radio pubblici della ex Office.
Radio France mantiene il nome dei canali radio utilizzate dal ORTF (France Inter, France Culture, France Musique, FIP) e crea RFI che riprende ciò che resta delle operazioni radio esterne del Dipartimento degli affari esteri e della cooperazione di ORTF.
Nel 1980, di fronte alla proliferazione di radio pirata a metà del 1970 e alla prospettiva di perdere il monopolio di Radio France nel caso di una vittoria alle elezioni presidenziali di François Mitterrand, la direttrice di Radio France, Jacqueline Baudrier, intende mostrare che Radio France è in grado di gestire stazioni regionali, e crea tre prototipi di radio locale (frequenza Nord4, Radio Mayenne5 e Melun FM6) e due stazioni tematiche: Radio 7 per i giovani e Radio blu per gli anziani.
Dieci anni più tardi, nel 1997, Radio France lancia una nuova radio completamente digitale Il Mouv' per i giovani e con sede a Tolosa, trasferita a Parigi nel 2010.
Nel settembre 2000, il Plan Bleu realizza la rete France Bleu, nata dalla fusione di radio locale Radio France e Radio Bleue. FIP Metz e Nizza entrano in questa fusione.
Nel maggio 2014 Radio France lancia RF8, un sito web dedicato alla condivisione e l'ascolto di musica, il principio è una playlist sviluppata da programmatori musicali di tutti i canali.
Nel mese di febbraio 2015 Le Mouv' diventa Mouv', una radio musicale fortemente indirizzata sull'hip-hop, indirizzata ad ascoltatori e utenti Internet di età compresa tra 15 a 30 anni.
Il 1º settembre 2016, una versione televisiva di France Info è lanciata da France Télévisions. Il nuovo canale di notizie è destinato ad essere un supporto completo di informazione pubblica (TV, radio e internet).

## Emittenti radiofoniche
Fanno capo a Radio France diverse emittenti radiofoniche e precisamente:
- France Inter, emittente generalista specializzata in intrattenimento e dibattiti inframezzati da musica varia e giornali radio nelle ore di punta.
- France Info, notizie 24 ore al giorno.
- France Culture, con programmi di arti, storia, scienze, filosofia, ecc. insieme ad approfondimenti giornalistici nelle ore di punta.
- France Musique, con programmi di musica classica e jazz.
- Ici, rete di emittenti regionali.
- FIP, con programmi musicali di ampio spettro: classica, hip hop, jazz, canzoni, rock, blues, world music, ecc.
- Mouv', specializzata in musica pop.

A queste si aggiunge France Vivace (che fino al 2005 si chiamava France Hector), specializzata in musica classica trasmessa solo su Internet e via cavo.
L'emittente internazionale, Radio France Internationale (RFI), è stata separata da Radio France nel 1986 e da allora è completamente indipendente, finanziata dal Ministero degli Esteri.